# Juanpa Zurita
Pour les articles homonymes, voir Zurita.
Juanpa Zurita, de son vrai nom Juan Pablo Martínez-Zurita Arellano, né le 29 mars 1996 à Mexico (Mexique), est un influenceur, vlogueur et mannequin mexicain.
Avec près de 60 millions d'abonnés sur tous les réseaux sociaux différents qu'il utilise, il est l'un des influenceurs latino-américain les plus populaires au monde. Celui où il est le plus populaire est Instagram. En effet, il y comptabilise 25,5 millions d'abonnés sur son compte principal et 10,4 millions sur son compte secondaire en avril 2018.
Connu à partir de 2013 grâce à des vidéos humoristiques publiées avec l'application Vine, il se diversifie plus tard en publiant des vlogs et des vidéos à but divertissant sur YouTube oú il comptabilise plus de 12,2 millions d'abonnés sur deux comptes différents. Il s'est aussi fait connaître en faisant du mannequinat et en participant à plusieurs causes humanitaires comme la « Love Army for Somalia » ou « Love Army Mexico »,.

## Biographie

### Jeunesse
Juanpa Zurita, naît le 29 mars 1996 à Mexico. Il est le fils de Fernando Martínez-Zurita et Teresa Arellano. Il est le frère de Fernando Zurita, Andrés Zurita et Paola Zurita, ces deux derniers étant également connus sur Instagram.
Il grandit à Mexico, avant de déménager à Washington D.C. pendant son adolescence, puis à Los Angeles, en Californie, où il va passer l'été et certains mois pour le travail. Il a posté son premier Vine le 11 juin 2013, qui était intitulé That dog killed chuck norris and was after me. Cette première vidéo mettant en scène sa chienne, Puca, a été vue des milliers de fois en seulement quelques jours et a été suivie par de nombreuses autres, souvent créées avec son frère, Andres alias Andy Zurita et Jérôme Jarre.

### Carrière

#### Vidéos
Juanpa Zurita a la particularité de pouvoir créer des vidéos aussi bien en espagnol qu'en anglais. Ainsi, sa première chaîne sur Vine a attiré des abonnés du monde entier. Lors de la fermeture de l'application en début d'année 2017, il avait alors 1,8 million d'abonnés.
Après la fermeture de l'application Vine, Juanpa Zurita a concentré la quasi-totalité de ses vidéos humoristiques et challenges sur la plateforme YouTube. En réalisant la majorité de ses vidéos en espagnol, la web star a réussi à totaliser plus de 12,2 millions d'abonnés sur deux chaînes différentes, la plus populaire de ses vidéos (intitulée Pontelo o Cometelo Challenge ft. Lele Pons) ayant dépassé les 15 millions de vues,.
Avec 23,9 millions d'abonnés sur son compte principal et 10,4 millions sur son compte secondaire, Juanpa Zurita est plus actif sur Instagram, où il publie régulièrement photos et vidéos de sa vie quotidienne, de ses expériences professionnelles (dans le monde du mannequinat notamment) et de ses voyages. Sa popularité lui vaut notamment de faire la couverture de l'édition juillet-août 2017 du magazine GQ Italia, aux côtés de Luka Sabbat, Austin Mahone et Rafferty Law.
Le 14 décembre 2017, il apparaît en train de danser avec Lele Pons dans un vidéo lyrics de Downtown, de Anitta & J Balvin, posté sur Youtube.
En mars 2020, il totalise près de 60 millions d'abonnés tous réseaux sociaux confondus, faisant de lui l'influenceur mexicain le plus populaire et l'une des web stars hispanophones et américaines les plus en vue du moment.

#### Mannequinat
Du fait de sa popularité sur Instagram, Juanpa Zurita a posé en octobre 2016 pour promouvoir les sous-vêtements de la marque Calvin Klein.
En janvier 2017, il fait partie des milléniaux qui défilent pour Dolce & Gabbana lors de la semaine de la mode automne-hiver de Milan, aux côtés de Cameron Dallas, Diggy Simmons, Austin Mahone ou encore Lucky Blue Smith,.
En juillet 2017, il pose pour Dolce & Gabbana dans Vogue Mexico aux côtés du mannequin Mariana Zaragoza.

#### Autres
En mars 2017, Juanpa Zurita, Chakabars, Jérôme Jarre, Casey Neistat et Ben Stiller lancent une campagne visant à recueillir des dons contre la famine en Somalie. L'action, baptisée Love Army For Somalia, a réussi en seulement quelques jours à lever 1,8 million de dollars afin d'acheter de la nourriture. En mai de la même année, Juanpa Zurita s'est alors rendu, avec un des avions prêtés par Turkish Airlines, en Somalie, où il a aidé à distribuer les tonnes de nourriture achetées pour les habitants,.
Il a également mené une action humanitaire semblable en septembre 2017 baptisée « Love Army Mexico » afin d'aider les victimes du séisme qui a frappé le pays d'origine de l'influenceur, principalement dans l'état du Chiapas. Il a été, ici, une fois de plus soutenu par son ami, Ben Stiller.
Juanpa Zurita a été choisi pour présenter la 5e cérémonie des MTV Millennials Awards, le 3 juin 2017, avec Lele Pons, au palais des sports de Mexico. La cérémonie, organisée et diffusée par la chaîne MTV Latin America, récompense les artistes de la génération Y à travers trois catégories : musique, cinéma et télévision, et monde digital. Juanpa Zurita y est par ailleurs élu Icône de l'Année.

## Vie personnelle
Juanpa Zurita vit à Hollywood, en Californie dans la même résidence qu'Amanda Cerny et Logan Paul, avec qui il collabore parfois sur des vidéos humoristiques.
Il est ami avec la star du web américano-vénézuélienne Lele Pons depuis 2016, et fait une fausse demande en mariage le 3 juin 2017 lors de la 5e cérémonie des MTV Millennials Awards, au palais des sports de Mexico.
Selon le magazine The Gazette Review, la fortune de Juanpa Zurita est estimée en juillet 2017 à 1,5 million de dollars.
Selon le journal El Universal, au 1er janvier 2018, Juanpa Zurita est l'un des youtubeurs mexicains les mieux rémunérés. Il est alors estimé qu'il récolte entre 45 700 et 731 400 dollars par an grâce à sa chaîne YouTube.